# Compagnie des Habitants
 (août 2022).
Si vous disposez d'ouvrages ou d'articles de référence ou si vous connaissez des sites web de qualité traitant du thème abordé ici, merci de compléter l'article en donnant les références utiles à sa vérifiabilité et en les liant à la section « Notes et références ».
La Compagnie des Habitants (ou Communauté des Habitants) est une compagnie formée de commerçants de Nouvelle-France fondée en 1645 et qui posséda le monopole sur la traite des fourrures de la Compagnie de la Nouvelle-France de 1645 à 1663.

## Histoire
Jean de Lauson, gouverneur, nomma son prédécesseur Louis d'Ailleboust de Coulonge, directeur général des pelleteries en Nouvelle-France, charge difficile où il sut ménager les intérêts contradictoires de cette compagnie et de la Grande Compagnie.
A l'initiative de Pierre Legardeur de Repentigny et de Jean-Paul Godefroy, appuyés par les Jésuites, l'idée était de transférer la gestion de l'effort de colonisation naissant en Nouvelle-France, géré par les hommes d'affaires de la Compagnie des Cent Associés à travers l'océan en la France, avec le petit nombre d'hommes d'affaires dans la colonie, qui sauraient quels sont les nécessités et les exigences du territoire, et pouvaient le gérer depuis la colonie lui-même. Considérant toutes les difficultés survenues dans le peuplement du Canada (le mandat de la Compagnie des Cent Associés), le plan a obtenu le soutien et l'approbation royaux.
Obligations de la Compagnie des Habitants (1645-1656) en échange du monopole de la traite (ce droit s’exerçait sur tout le territoire non concédé à des compagnies particulières et donc jusqu’aux limites de la traite de Miscou) :  
- prendre en charge financement de la colonie et assumer le peuplement, soit faire passer vingt personnes gratuitement tous les ans (+ deux hommes pour les affaires de la compagnie nourris aux frais de la Communauté).
- recouvrir les dettes dues aux Cent-Associés et lui acheter les barques, munitions et vivres qui appartiennent aux Cent-Associés au prix de France + 25% à cause des risques de la mer.
- verser 1 000 l. pesant de castor/année aux Cent-Associés qui sous-louent son monopole à tous les Français établis au pays. • payer les dépenses pour l’entretien des ecclésiastiques, gouverneurs, lieutenants, capitaines, soldats et garnisons.
- les surplus reviendraient à la communauté.

Réussi et lucrative initialement pour les fondateurs et directeurs, les difficultés financières ont commencé après les protestations de Paul de Chomedey de Maisonneuve et Robert Giffard de retour en France, et la couronne devienne mal à l'aise avec les vastes revenus gérés si loin à travers l'océan Atlantique (544 000 livres au total, deux tiers des profits de la fourrure au Canada pour les deux ans), et remplace les directeurs avec un conseil arbitraire pour régir les affaires en 1647, composé du gouverneur et d'autres fonctionnaires dans la colonie, et le commerce des fourrures a été ouverte à tous.  La traite des fourrures Canadien entré un déclin en 1652 avec la guerre des Hurons et Iroquois, et la compagnie était en forte baisse.  Les droits de traite de la compagnie sont vendus à la Compagnie de Rouen entre 1659-1661.      
En 1663, Louis XIV dissout la compagnie avec la Compagnie des Cent Associés et transféré les droits du commerce des fourrures à la Compagnie des Indes occidentales.  Le peuplement du Canada a commencé à grandir après que le roi a pris la colonie de mains privées et en a fait une province royale, et la traite des fourrures au Canada a récupéré tel quel déménageait plus loin dans la région des Grands Lacs.

## Personnel
A sa création il y avait une douzaine de directeurs pour la Communauté des Habitants qui comprenait Jean Bourdon, ingénieur et arpenteur, François de Chavigny de Bercherau, seigneur et lieutenant du gouverneur de Montmagny (noble), Guillaume Couillard, seigneur et bourgeois, Mathurin Gagnon, marchand, Robert Giffard, seigneur et maître-chirurgien, Jean-Paul Godefroy, ancien interprète, Jean Godefroy de Lintot, seigneur et marchand de fourrure, Jean Guyon, seigneur et maître-maçon, Noël Juchereau des Chastelets, « conseiller es loix », Pierre Legardeur de Repentigny, seigneur et lieutenant du gouverneur de Montmagny (noble), Jacques Leneuf de la Poterie, seigneur et gouverneur de Trois-Rivières (noble), et Michel Leneuf du Hérisson, seigneur et plus tard lieutenant général de Trois-Rivières (noble).
Par la suite, les directeurs ont été remplacés par un conseil de réglementation (voir la section ci-dessus) composé du gouverneur de la Nouvelle France, du gouverneur de Ville-Marie, du supérieur des Jésuites, et sont assistés par les syndics des villes de Québec, Trois-Rivières, et Ville-Marie.